# Lupinus cosentinii
Espèce
Lupinus cosentinii est une espèce de plantes à fleurs dicotylédones de la famille des Fabaceae, sous-famille des Faboideae, originaire du bassin méditerranéen.
C'est une plante herbacée annuelle, très ramifiée, à tiges dressées pouvant atteindre 130 cm de haut et à fleurs bleues.
L'espèce a été introduite pour la culture en Australie et s'y est naturalisée dans plusieurs régions. Elle y est parfois considérée comme une mauvaise herbe, qui a la capacité d'envahir les terres incultes non perturbées et de changer la structure et la composition des écosystèmes naturels. C'est aussi un contaminant des cultures d'autres espèces de lupin. Ce lupin a même été classé comme espèce hautement envahissante en Australie-Occidentale.